# リヘザ・ロタリンスカ
リヘザ・ロタリンスカ（ポーランド語：Rycheza Lotaryńska, 995/1000年 - 1063年3月21日）は、ポーランド王ミェシュコ2世ランベルトの妃。カトリック教会の聖人。祝日は3月21日。

## 生涯
エッツォ家のロートリンゲン宮中伯エッツォとマティルデ・フォン・リウドルフィング（神聖ローマ皇帝オットー2世の皇女）の子。1013年にミェシュコ2世と結婚。3子を生んだ。
- カジミェシュ1世（1016年 - 1058年） - ポーランド王
- リグザ（1052年没） - ハンガリー王ベーラ1世妃
- ゲルトルダ(ru)（1025年 - 1108年） - キエフ大公イジャスラフ1世妃

1047年に尼僧となり、ザールフェルトで没した。